# А-60

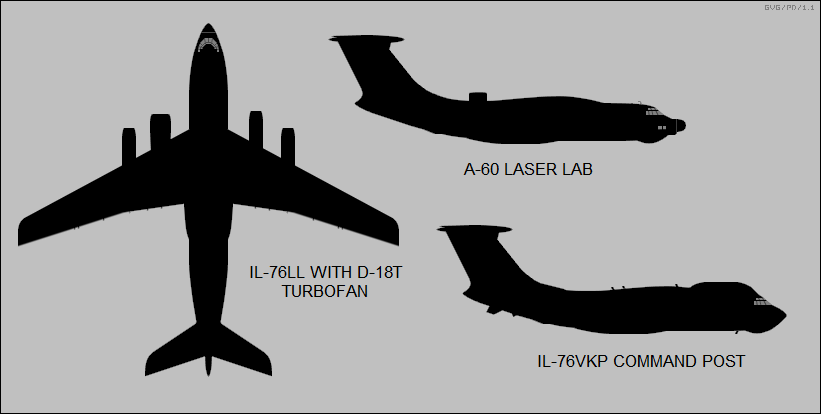
2-ракурсні силуети варіантів Іл-76 Іллюшина (-Берієва)

А-60 — радянська/російська експериментальна летюча лабораторія, носій лазерної зброї на базі літака Іл-76МД. Призначена для дослідження розповсюдження лазерних променів в верхніх шарах атмосфери, а надалі — для придушення розвідки противника.
А-60 є авіаційним варіантом носія мегаватного лазера, що планувалося вивести в космос як 17Ф19Д «Скіф-Д».

## Історія створення
В середині 70-х років ОКБ було доручено створення спеціального авіаційного комплексу, необхідного для вирішення ряду важливих військово-технічних завдань в інтересах забезпечення обороноздатності країни. З 1977 р. в ОКБ ім. Г. М. Берієва починається створення летючої лабораторії виробу «1А» для відпрацювання основних технічних рішень нового спеціалізованого авіаційного комплексу. Треба було вирішити безліч складних науково-технічних та інженерних проблем. Дуже багато чого робилося вперше не тільки у радянській, а й у світовій практиці, що вимагало проведення просто гігантського обсягу різних дослідно-конструкторських робіт. Тому з 1977 р. в ОКБ починається створення летючої лабораторії, так званого виробу «1А» для відпрацювання основних технічних рішень нового спеціалізованого авіаційного комплексу.
Роботи по цій темі проводилися в широкій кооперації з підприємствами і науковими організаціями всієї країни, але основним партнером ОКБ було ЦКБ «Алмаз».
Базовим літаком для створення летючої лабораторії став літак Іл-76МД (СРСР-86879), на якому в інтересах розміщення спеціального устаткування були проведені глибокі доопрацювання, які сильно змінили зовнішній вигляд літака. У носовій частині замість штатного метеорадару встановлений бульбоподібний обтікач зі спеціальною апаратурою. З боків фюзеляжу під обтічниками розташовувалися турбогенератори унікальної енергосистеми, що забезпечує роботу спеціального комплексу. У зв'язку з великим енергоспоживанням також замінили штатну ДСУ. Для живлення лазера і супутньої апаратури з боків носової частини були встановлені турбогенератори, як на Іл-76ПП.
Роботи по виробу «1А» проводилися з середини 1970-х років на виробничо-технічній базі ОКБ Берієва і заводу ім. Г. Димитрова в Таганрозі, основним партнером було ЦКБ «Алмаз» на чолі з Б. В. Бункін.
З метою розміщення лазерної системи базова конструкція Іл-76 зазнала деяких доволі серйозних змін:
- У носовій частині замість штатного метеорадару встановлено обтікач зі спеціальною апаратурою (лазер наведення).
- Верх фюзеляжу між крилом і кілем був вирізаний і замінений величезними стулками, які приховували башточку з основним лазером.
- З боків фюзеляжу під обтікачами розташовувалися турбогенератори енергосистеми для роботи спеціального комплексу.
- З боків носової частини були встановлені турбогенератори, як на Іл-76ПП.
- Прибрано кормові стулки вантажного відсіку, рампу довелося залишити як тримальний елемент фюзеляжу.
- Оригінально було вирішено розміщення лазерної гармати: щоб не псувати аеродинаміку літака ще одним обтікачем, оптичну головку лазера зробили такою, що прибирається.

Верх фюзеляжу між крилом і кілем був вирізаний і замінений величезними стулками, що складаються з декількох сегментів. Вони прибиралися всередину фюзеляжу, а потім наверх вилазила башточка з гарматою.
За крилом були виступаючі за контур фюзеляжу обтікачі з профілем, подібним до профілю крила. Вантажна рампа зберігалася, але стулки вантажного люка були зняті, а люк зашитий металом.
Вперше в повітря летючу лабораторію «1А» підняв 19 серпня 1981 екіпаж очолюваний льотчиком-випробувачем Е. А. Лахмостовим.
29 серпня 1991, екіпаж на чолі з льотчиком-випробувачем В. П. Демьяновскім, підняв в повітря другу літаючу лабораторію, що отримала найменування «1А2». На її борту розміщувався новий варіант спеціального комплексу, модифікований за результатами випробувань проведених на «1А».
Доопрацювання літака виконував Таганрозький авіаційний науково-технічний комплекс (ТАНТК) ім. Г. М. Берієва і Таганрозький машинобудівний завод ім. Георгія Димитрова, що випускав А-50 і протичовнові літаки Ту-142.
Про хід випробувань даного бойового лазера нічого не відомо, оскільки вони були абсолютно секретними. Єдине що поки можна сказати з впевненістю, що було виконано кілька десятків робіт по цілі (стратосферний аеростат), що знаходиться на висотах 30-40 км. Крім того виконувалися стрільби по мішені і Ла-17.
Цю машину за деякими відомостями чекала сумна доля — літак згорів дотла на авіабазі Чкаловське (Підмосков'я).
Аварія сталася наступним чином. Літак з вечора стояв повністю заправлений і підготовлений до ранкової роботи. Перед світанком техніки проникли всередину для того, щоб злити собі трохи спирту, але оскільки ряд систем був під напругою, виникло замикання і почалася пожежа. Техніки, щоб їх не покарали, тут же вискочили назовні, закрили і опечатали машину, і розпочалася внутрішня пожежа. Підоспілий наряд пожежників був без допуску роботи всередині секретного об'єкта, тому поки отримували дозвіл, полум'я почало вириватися назовні, і пішла команда «Бігом від машини!» Через кілька секунд стався вибух, при якому загинула одна людина, яка не почула команди (вона була з іншого боку літака).
Можливо був ще один літак А-60, який в 1993 р. в г. Таганрозі стояв підготовлений до розрізки.
Розпад СРСР і різке скорочення військових витрат визначили тодішню долю програми «А-60» — в 1993 році роботи над нею були припинені, а борт «1А2» поставлено на прикол в Таганрозі. ТАНТК продовжував в наступне десятиліття мляві роботи по «А-60» в ініціативному порядку.

## Сучасність
Роботи на летючій лабораторії «1А2» щодо удосконалення і модифікації спеціального комплексу і його систем тривають по даний час. Головним конструктором по цій темі є Н. А. Степанов.
Поліпшення фінансування Збройних сил Росії в 2000-х роках дозволило повернутися до ряду амбітних радянських військових програм, в число яких увійшла і «А-60». Мабуть, певним стимулом до цього послужило і продовження робіт в США над бойовим лазером повітряного базування Boeing YAL-1 (ABL) протиракетного призначення. За наявними даними, рішення про відновлення робіт над «А-60» було прийнято в 2005 році, і комплекс був включений в Державні програми озброєнь на 2007—2015, а потім і на 2011—2020 роки. В останні кілька років ТАНТК отримував досить обширне фінансування за програмою «А-60».
Це дозволило відновити, відремонтувати і модернізувати летючу лабораторію «1А2» (нинішня реєстрація RA-86879), яка отримала, мабуть, оновлений лазерний комплекс, змонтований тепер в характерному горбовидному обтічнику у верхній частині фюзеляжу за центропланом. У 2010 році стало відомо про відновлення в Таганрозі програми льотних випробувань «1А2». Головним конструктором — заступником Генерального конструктора ТАНТК з цієї теми є Н. А. Степанов.
Судячи з емблеми на борту «1А2», відпрацювання комплексу «А-60» проводиться в рамках дослідно-конструкторської роботи «Сокіл-Ешелон». Згадка про ОКР «Сокіл-Ешелон» у відкритих джерелах вперше зустрічається в річному звіті "Концерну ППО «Алмаз-Антей» за 2005 рік, а потім зустрічалося в наступних річних звітах концерну і в звітності та прес-релізах ряду інших оборонних підприємств та НДІ (зокрема НДІКА ОЕП в Сосновому Бору). Основна мета комплексу «А-60» — враження оптико-електронних систем американських супутників (в першу чергу апаратів системи раннього попередження про ракетний напад) перспективної системи протиракетної оборони США. У статті, опублікованій у № 2 за 2011 рік журналу «Військовий Парад», начальник Департаменту озброєння Міністерства оборони Росії А. В. Гуляєв заявив, що «лазерний комплекс повітряного базування функціонального ураження оптико-електронних систем КА в перспективній системі ПРО США („Сокіл -Ешелон“) увійде в перспективну систему ППО».
1ЛК222 — лазерний комплекс повітряного базування для протидії космічному ешелону національної ПРО США базується на аеродромі міста Пушкін (Санкт-Петербург). Роботи по проекту тривають. Головним конструктором «виробу 1А» був призначений Н. А. Степанов (з 2002 року — заступник Генерального директора, з 2007 року по теперішній час заступник Генерального конструктора ВАТ «ТАНТК ім. Г. М. Берієва»).
28 серпня 2009 здійснено комплексний експеримент, в якому при наведенні лазерного променя з борту летючої лабораторії А-60 на космічний апарат з висотою польоту 1500 км був зареєстрований відбитий сигнал. У 2010 році з'явилася нова інформація про продовження робіт над військовою авіаційною лазерною системою.
21 травня 2011 летюча лабораторія «1А2» (RA-86879) була представлена на Дні відкритих дверей в ТАНТК, що дозволило споттерам зробити її численні детальні знімки.